# Song wai (ban nhạc)
Song wai (tiếng Thái: สองวัย Dịch: Hai tuổi) Là một ban nhạc trẻ Thái lan. Được thành lập vào năm 1979. Các thành viên của ban nhạc này là Trẻ và già. Nội dung âm nhạc nhu la Về thiên nhiên.

## Hội viên

### Trẻ em
- Wanthanee Iad-euar (Oay)[1]
- Piyanutch Boonpakrong (Nutch)
- Wanthana Iad-euar (Oh)[2]
- Somphit Sinlapawanon (Noy)
- Mukda Silapawanon (Muk)

### Người lớn
- Kittiphong Khanthakan (Na Tom / Chú Tom)
- Weerasak Khukhanthin (Wee)
- Raphin Phuthichat (Zoo)

### Thành viên thế hệ tiếp theo
- Darinee Boonchoo (Nancy)
- Chorladda Wichonsomboon (Chompoo)
- Monkham Khukhanthin (Mon)[3]

## Danh sách đĩa hát

### Album "Chao phee seua oey" (เจ้าผีเสื้อเอย)
- เจ้าผีเสื้อเอย (Chao phee seua oey)[4]
- ลูกหมูใส่รองเท้า (Look moo sai rong thao)
- ใบไม้ร่วง (Bai mai ruang)
- แมงมุม (Maeng moom)
- ดอกไม้หายไปไหน ? (Dok mai hai pai nai)
- ลูกแกะกับหมาป่า (Look kae kap mah pah)
- มาลัย (Ma lai)
- ไม้ไผ่ร้องเพลง (Mai phai rong pleng)
- มองดูเดือน (Mong doo deuan)
- ลูกหมูหลงทาง (Look moo long thang)
- จราจร จลาจล (Ja ra jorn Ja ra jon)
- แล้วคิดถึงกันบ้างนะ (Laew kid theung kan bang na)

### Album "Kra tae teun chao" (กระแตตื่นเช้า)
- กระแตตื่นเช้า (Kra tae teun chao)
- ปลูกดอกไม้ (Plook dok mai)
- ยิ้มกับตะวัน (Yim kap tawan)
- แม่จ๋าไปไหน (Mae jah pai nai)
- หุ่นไล่กา (Hoon lai ka)
- คิดถึงบึงหญ้าป่าใหญ่ (Kid theung beung yah pah yai)
- สะพานสายรุ้ง (Saphan sai roong)
- แมลงปอปีกใส (Malaeng por peek sai)
- ส่งยิ้ม (Song yim)
- มดแดง (Mot daeng)
- ถามผีเสื้อ (Tham phee seua)
- นอนซะแม่เอย (Non sa mae oey)

### Album "Nalika" (นาฬิกา)
- 6 นาฬิกา (Hok na li ka)
- ถุงเท้าหาย (Thung thao hai)
- ระบำไม้กวาด (Rabum Maikward)
- ถามรถไฟ (Tham rotfai)
- สาวน้อยพายเรือ (Sao noy phai reua)
- นกกระจอก (Nok krajok)
- ฝันเห็นดวงจันทร์ (Fun hen duangchan)
- แดนไกล (Daen klai)
- เหยี่ยว (Yhiau)
- หนูไม่ได้ทำการบ้าน (Noo mai dai tham karn barn)
- สาริกา (Sa ri ka)